# 오계
5계(五戒)는 산스크리트어 판차실라(pañca-śīla)를 번역한 말로서, 재가인(在家人)이 지켜야 할 다음의 5종의 계(戒)를 말한다. 5계를 어기는 것을 5악(五惡)이라고 한다. 또는, 5악(五惡)을 막기 위해 제정된 계율(행동지침)이 5계이다. 5계를 5학처(五學處)라고도 한다. 10선(十善)과 3혜(三慧) 또는 4혜(四慧)의 세간정견(世間正見)과 더불어 5계는 대표적인 세간의 선법(世間善法)이다.
1. 불살생(不殺生): 살아 있는 것을 죽이지 않는다.
2. 불투도(不偸盜): 도둑질하지 않는다.
3. 불사음(不邪淫): 아내 이외의 여성, 남편 이외의 남성과 부정한 정교를 맺지 않는다.
4. 불망어(不妄語): 거짓을 말하지 않는다.
5. 불음주(不飮酒): 술을 마시지 않는다

중국 · 한국 · 일본 등의 동아시아 불교에서는
유교의 인(仁) · 의(義) · 예(禮) · 지(智) · 신(信)의 5상(五常)에 순서대로 불살생 · 불투도 · 불사음 · 불음주 · 불망어를 대비시켜, 5계를 5상(五常)이라고도 부른다. 또는 이러한 순서로 병렬시켜 5상5계(五常五戒)라고도 하는데 5상과 5계를 구분하는 경우 5상은 유교의 원래의 5가지 덕목을 5계는 불교의 원래의 5가지 계율을 가리킨다.

## 5계
계(戒)란 본래 '관습이 된 행위'라는 뜻인데 술어(術語)로서는 '행위의 규범'을 가리키며 더욱이 자발로 지킴, 자기 행위를 '경계' 또는 자기 행위에 '맹세'함를 뜻한다. 계의 기본 입장은 좋은 일을 하고 나쁜 일은 하지 않는다는 뜻이며 따라서 그 규정은 신구의(身口意)의 3업(三業) 중 어느 하나와 관련된다.
5계는 불교 교단에 들어가기에 앞서 우선적으로 요구되는 것으로, 3보(三寶)에의 귀의와 함께 불교도가 되는 가장 기본인 조건이 된다. 5계를 5학처(五學處)라고도 하는데, 학처란 수행의 기반이라는 뜻으로 5계가 불도수행(佛道修行)의 기초가 된다는 것을 뜻한다.

## 5악
5계를 어기는 것을 5악(五惡)이라고 한다. 또는, 5악(五惡)을 막기 위해 제정된 계율(행동지침)이 5계이다.
불교에서 악(惡)은 불선(不善)이라고도 하는데, 현세나 내세에 자기와 남에게 좋지 않은 결과를 가져올 성질을 가진 법(法)을 말한다. 또는 '평화롭지 않음[不安隱]'을 본질적 성질로 하여 현세나 내세를 좋지 않게 만드는 작용을 하는 어둠의 성질의 법(法)을 말한다. 즉 5계가 5악(五惡)을 막기 위해 제정된 계율이라는 것은, 5악(五惡)을 범하면 필연적으로 그에 해당하는 나쁜 과보를 받게 되는데 이같은 나쁜 과보를 받아 삶이 어려워지지 않도록 하기 위해 제정된 계율 또는 행동지침이 5계라는 것을 뜻한다.
한편, 이러한 인과법을 무시하는 것을 불교에서는 다시 10악(十惡) 중에서 뜻[意, 마음]으로 짓는 3가지 악(惡) 즉 불선(不善) 가운데 하나로 꼽아 특히 사견(邪見)이라고 하며, 또한 사견(邪見)은 8정도(八正道)의 제1 항목인 정견(正見: 바르게 보기, 바른 견해)의 반대이다. 즉 불교에서는 인과법, 즉 원인과 결과의 법칙은 불변의 법칙이며 언제나 작용하는 법칙이기 때문에 이 법칙은 무시한다고 해서 무시되지 않으며 또한 이 법칙을 거스르면 이 법칙이 파괴되는 것이 아니라 도리어 스스로를 해칠 뿐이므로 불변의 인과법에 스스로를 상응시켜 자신의 삶에 선(善)을 가져오는 것이 바른 길[正道]이라고 본다. 그리고 이를 위해 제정된 것이 계율(戒律)이라고 본다.

### 살생
살생(殺生)은 불살생(不殺生)의 계를 어기는 것을 말한다. 살생(殺生)은 살인(殺人)보다는 대상이 더 광범위한데, 중생을 죽이는 것, 즉 사람이나 동물 등 살아 있는 것을 죽이는 것을 말한다.
살생은 8정도(八正道)의 반대인 8사(八邪) 또는 8사행(八邪行) 가운데 사업(邪業: 그릇된 행동 또는 바르지 않은 행동)에 속하는데, 사업(邪業)은 정업(正業: 바르게 행동하기)의 반대이다. 또한, 살생은 10악(十惡)의 하나이다.

### 투도
투도(偷盜)는 불투도(不偸盜)의 계를 어기는 것을 말한다. 즉 도둑질, 남의 것을 훔치는 것, 남의 재물을 훔치는 것, 또는 남이 주지 않는 것을 가지는 것을 말한다. 투도(偷盜)를 불여취(不與取: 주지 않은 것을 취함)라고도 한다.
투도는 8정도(八正道)의 반대인 8사(八邪) 또는 8사행(八邪行) 가운데 사업(邪業: 그릇된 행동 또는 바르지 않은 행동)에 속하는데, 사업(邪業)은 정업(正業: 바르게 행동하기)의 반대이다. 또한, 투도는 10악(十惡)의 하나이다.

### 사음
사음(邪婬)은 불사음(不邪淫)의 계를 어기는 것을 말한다. 즉 배우자가 아닌 사람과 부정한 정교를 맺는 것, 즉 아내 이외의 여성, 남편 이외의 남성과 부정한 정교를 맺는 것을 말한다. 단, 배우자라고 하더라도 시간, 장소, 방법 등이 부적당한 경우 사음에 해당한다. 또는 남녀간에 저지르는 음란한 짓을 말한다. 사음(邪婬)을 비범행(非梵行) 또는 음행(婬行)이라고도 한다.
사음은 8정도(八正道)의 반대인 8사(八邪) 또는 8사행(八邪行) 가운데 사업(邪業: 그릇된 행동 또는 바르지 않은 행동)에 속하는데, 사업(邪業)은 정업(正業: 바르게 행동하기)의 반대이다. 또한, 사음은 10악(十惡)의 하나이다.

### 망어
망어(妄語)는 불망어(不妄語)의 계를 어기는 것을 말한다. 즉 거짓말을 하는 것, 거짓을 말하는 것, 또는 헛된 말을 하는 것을 말하며, 특히 남을 기만(欺瞞: 속여 넘김)하거나 사기(詐欺: 나쁜 꾀로 남을 속임)를 치기 위해 거짓말을 하는 것을 말한다. 허광어(虛誑語), 허망어(虛妄語), 허위(虛僞), 망설(妄舌) 또는 기(欺)라고도 한다. 망어(妄語)의 한자어 문자 그대로의 뜻은 '속이는 말' 또는 '헛된 말'이다. 허광어(虛誑語)의 한자어 문자 그대로의 뜻은 '헛되고 속이는 말'이다.
망어는 8정도(八正道)의 반대인 8사(八邪) 또는 8사행(八邪行) 가운데 사어(邪語: 그릇된 말, 바르지 않은 말, 정당하지 못한 말)에 속하는데, 사어(邪語)는 정어(正語: 바르게 말하기)의 반대이다. 또한, 망어는 10악(十惡)의 하나이다.

### 음주
음주(飮酒)는 불음주(不飮酒)의 계를 어기는 것을 말한다. 즉 술 마시는 것을 말한다. 음주는 5악 중 나머지 4가지 악인 망어 · 살생 · 투도 · 사음을 범하는 동기가 되므로 5악에 포함시켜 경계하게 한 것이다.
음주는 5악의 나머지 4가지 악행과는 달리 10악(十惡)에 포함되지 않는다.
불교의 가르침에 따르면, 음주에는 다음의 10가지 과실(過失)이 있다.
1. 얼굴빛이 나빠진다.
2. 비열하게 만든다.
3. 눈이 밝지 못한게 한다.
4. 성내게 된다.
5. 일과 살림살이를 파괴한다.
6. 병이 생기게 한다.
7. 다툼이 많아지게 한다.
8. 나쁜 소문이 퍼지게 한다.
9. 지혜가 감소된다.
10. 사후에 악도(惡道)에 떨어진다.

## 5악과 5계의 과보
부파불교의 설일체유부의 논서인 《아비달마법온족론》은 고타마 붓다의 직제자인 목건련이 저술한 것으로 되어 있는데, 이 논서의 제1권 〈1. 학처품(學處品)〉에서 목건련은 고타마 붓다가 5악에 대해 설한 내용을 싣고 있다.
이 설법에서 고타마 붓다는 5악을 5포죄원(五怖罪怨: 두려운 죄와 원한 또는 두려워해야 할 죄와 원한)이라 칭하면서 5악이 가져오는 나쁜 과보와 5계가 가져오는 선한 과보에 대해 설하고 있다. 논서에 기록된 바에 따르면 고타마 붓다는 이 설법을 재가신자가 아닌 비구들에게 설하고 있다.

### 5악의 과보
爾時世尊。告苾芻眾。

諸有於彼五怖罪怨不寂靜者。彼於現世。為諸聖賢同所訶厭。名為犯戒自損傷者。有罪有貶。生多非福。身壞命終。墮險惡趣。生地獄中。

何等為五。謂殺生者。殺生緣故。生怖罪怨。不離殺生。是名第一。

不與取者。劫盜緣故。生怖罪怨。不離劫盜。是名第二。

欲邪行者。邪行緣故。生怖罪怨。不離邪行。是名第三。

虛誑語者。虛誑緣故。生怖罪怨。不離虛誑。是名第四。

飲味諸酒放逸處者。飲味諸酒放逸處緣故。生怖罪怨。不離飲酒諸放逸處。是名第五。

有於如是五怖罪怨不寂靜者。彼於現世。為諸聖賢同所訶厭。名為犯戒自損傷者。有罪有貶。生多非福。身壞命終。墮險惡趣。生地獄中。
— 《아비달마법온족론》 제1권 〈1. 학처품(學處品)〉. 한문본

그때에 고타마 붓다는 비구[苾芻, 필추]들에게 말하였다.

저 5포죄원(怖罪怨: 두려운 죄와 원한)에 대하여 적정(寂靜: 고요하고 안정됨)하지 못하는 모든 사람은 그 누구든지간에 이번 생[現世]에서는 모든 성현(聖賢)에게서 다 같이 꾸지람과 싫어함[訶厭]을 받을 뿐이요 [따라서 선법(善法)을 전수받아 증득할 기회를 얻지 못하며], 이를테면, 계율을 범하여[犯戒] 스스로를 [포죄원(怖罪怨: 두려운 죄와 원한)으로] 손상시키는 자가 되며, 죄도 범하고 타락[貶: 이전보다 나빠짐]하기도 하여, 대부분 박복하게 이번 생을 살아가고, 그러다가 몸이 무너지고 목숨을 마친 후 [다시 태어날 때면] 험한 악취(惡趣: 나쁜 세계)에 떨어지거나 지옥에 태어난다.

어떤 것이 5가지 포죄원(怖罪怨: 두려운 죄와 원한)인가?

살생(殺生)을 범하는 이는 살생한 인연[殺生緣] 때문에 포죄원(怖罪怨: 두려운 죄와 원한)을 낳아 살생[의 업력]으로부터 [생겨나는 과보로부터 몸과 마음이] 떠나지 못한다. 이에, 이것을 첫째 포죄원(怖罪怨: 두려운 죄와 원한)이라 한다.

불여취(不與取: 주지 않는데 취하는 것)를 범하는 이는 도둑질한 인연[劫盜緣] 때문에 포죄원(怖罪怨: 두려운 죄와 원한)을 낳아 도둑질[의 업력]으로부터 [생겨나는 과보로부터 몸과 마음이] 떠나지 못한다. 이에, 이것을 둘째 포죄원(怖罪怨: 두려운 죄와 원한)이라 한다.

삿된 음행[欲邪行: 욕사행, 사음, 사행]을 범하는 이는 삿된 음행[邪行]의 인연 때문에 포죄원(怖罪怨: 두려운 죄와 원한)을 낳아 삿된 음행[邪行][의 업력]으로부터 [생겨나는 과보로부터 몸과 마음이] 떠나지 못한다. 이에, 이것을 셋째 포죄원(怖罪怨: 두려운 죄와 원한)이라 한다.

거짓말을 하는 이[虛誑語者]는 남을 속인 인연 때문에 포죄원(怖罪怨: 두려운 죄와 원한)을 낳아 거짓말[의 업력]으로부터 [생겨나는 과보로부터 몸과 마음이] 떠나지 못한다. 이에, 이것을 넷째 포죄원(怖罪怨: 두려운 죄와 원한)이라 한다.

온갖 술[酒]을 마시고 방일한 이[放逸者]는 온갖 술을 마시고 방일한 인연 때문에 포죄원(怖罪怨: 두려운 죄와 원한)을 낳아 온갖 술을 마시고 방일하는 것[의 업력]으로부터 [생겨나는 과보로부터 몸과 마음이] 떠나지 못한다. 이에, 이것을 다섯째 포죄원(怖罪怨: 두려운 죄와 원한)이라 한다.

이와 같은 5포죄원(怖罪怨)에 대하여 적정(寂靜: 고요하고 안정됨)하지 못하는 이는 이번 생[現世]에서는 모든 성현(聖賢)에게서 다 같이 꾸지람과 싫어함[訶厭]을 받을 뿐이요 [따라서 선법(善法)을 전수받아 증득할 기회를 얻지 못하며], 이를테면, 계율을 범하여[犯戒] 스스로를 [포죄원(怖罪怨: 두려운 죄와 원한)으로] 손상시키는 자가 되며, 죄도 범하고 타락[貶: 이전보다 나빠짐]하기도 하여, 대부분 박복하게 이번 생을 살아가고, 그렇게 살다가 몸이 무너지고 목숨을 마친 후 [다시 태어날 때면] 험한 악취(惡趣: 나쁜 세계)에 떨어지거나 지옥에 태어난다.
— 《아비달마법온족론》 제1권 〈1. 학처품(學處品)〉. 한글본

### 5계의 과보
諸有於彼五怖罪怨能寂靜者。彼於現世。為諸聖賢同所欽歎。名為持戒自防護者。無罪無貶。生多勝福。身壞命終。升安善趣。生於天中。

何等為五。

謂離殺生者。離殺生緣故。滅怖罪怨。能離殺生。是名第一。

離不與取者。離劫盜緣故。滅怖罪怨。能離劫盜。是名第二。

離欲邪行者。離邪行緣故。滅怖罪怨。能離邪行。是名第三。

離虛誑語者。離虛誑緣故。滅怖罪怨。能離虛誑。是名第四。

離飲諸酒放逸處者。離飲諸酒放逸處緣故。滅怖罪怨。能離飲酒諸放逸處。是名第五。

有於如是五怖罪怨能寂靜者。彼於現世。為諸聖賢同所欽歎。名為持戒自防護者。無罪無貶。生多勝福。身壞命終。升安善趣。生於天中。
— 《아비달마법온족론》 제1권 〈1. 학처품(學處品)〉. 한문본

그러나 저 5포죄원(怖罪怨: 두려운 죄와 원한)에 대하여 적정(寂靜: 고요하고 안정됨)할 수 있는 이는 이번 생[現世]에서 모든 성현에게서 다 같이 기뻐함과 찬탄을 받게 될 뿐만 아니라. 이를테며 계율을 지켜서[持戒] 스스로를 [포죄원(怖罪怨: 두려운 죄와 원한)으로부터] 방호(防護)하는 자가 되며, 죄도 없고 타락[貶: 이전보다 나빠짐]함도 없어서, 대부분 다복하게 이번 생을 살아가고, 그러다가 몸이 무너지고 목숨을 마친 후 [다시 태어날 때면] 안온한 선취(善趣: 좋은 세계)로 올라가 천상[天]에 태어난다.

어떤 것이 다섯 가지인가?

살생(殺生)을 떠난 이는 살생하는 인연을 떠난 까닭에 포죄원(怖罪怨: 두려운 죄와 원한)을 멸하여 능히 살생[의 업력]으로부터 [생겨나는 과보로부터 몸과 마음이]이 떠나게 된다. 이에, 이것을 첫째라 한다.

불여취(不與取)를 떠난 이는 도둑질하는 인연을 떠난 까닭에 포죄원(怖罪怨: 두려운 죄와 원한)을 멸하여 능히 도둑질[의 업력]으로부터 [생겨나는 과보로부터 몸과 마음이]이 떠나게 된다. 이에, 이것을 둘째라 한다.

삿된 음행[欲邪行: 욕사행, 사음, 사행]을 떠난 이는 삿된 음행을 행하는 인연을 떠난 까닭에 포죄원(怖罪怨: 두려운 죄와 원한)을 멸하여 능히 삿된 음행[의 업력]으로부터 [생겨나는 과보로부터 몸과 마음이]이 떠나게 된다. 이에, 이것을 셋째라 한다.

거짓말[虛誑語]을 떠난 이는 남을 속이는 인연을 떠난 까닭에 포죄원(怖罪怨: 두려운 죄와 원한)을 멸하여 능히 거짓말[의 업력]으로부터 [생겨나는 과보로부터 몸과 마음이]이 떠나게 된다. 이에, 이것을 넷째라 한다.

온갖 술을 마시고 방일하는 것을 떠난 이는 온갖 술을 마시고 방일하는 인연을 떠난 까닭에 포죄원(怖罪怨: 두려운 죄와 원한)을 멸하여 능히 온갖 술을 마시고 방일하는 것[의 업력]으로부터 [생겨나는 과보로부터 몸과 마음이] 떠나게 된다. 이에, 이것을 다섯째라 한다.

이와 같은 5포죄원(怖罪怨)에 대하여 적정(寂靜: 고요하고 안정됨)할 수 있는 이는 이번 생[現世]에서 모든 성현에게서 다 같이 기뻐함과 찬탄을 받게 될 뿐만 아니라, 이를테면 계율을 지켜서[持戒] 스스로를 [포죄원(怖罪怨: 두려운 죄와 원한)으로부터] 방호(防護)하는 자가 되며, 죄도 없고 타락[貶: 이전보다 나빠짐]함도 없어서, 대부분 다복하게 이번 생을 살아가고, 그렇게 살다가 몸이 무너지고 목숨을 마친 후 [다시 태어날 때면] 안온한 선취(善趣: 좋은 세계)로 올라가 천상[天]에 태어난다.
— 《아비달마법온족론》 제1권 〈1. 학처품(學處品)〉. 한글본

## 같이 보기
- 계(戒)
- 율(律)
- 묘(妙)
- 5계(五戒)
- 10선(十善)
- 5악(五惡)
- 10악(十惡)
- 요가 수트라 - 요가에도 비슷한 5가지 계율이 존재한다.

## 참고 문헌
- 이 문서에는 다음커뮤니케이션(현 카카오)에서 GFDL 또는 CC-SA 라이선스로 배포한 글로벌 세계대백과사전의 내용을 기초로 작성된 글이 포함되어 있습니다.
- 곽철환 (2003). 《시공 불교사전》. 시공사 / 네이버 지식백과. |title=에 외부 링크가 있음 (도움말)
- 구나발타라(求那跋陀羅) 한역 (K.650, T.99). 《잡아함경(雜阿含經)》. 한글대장경 검색시스템 - 전자불전연구소 / 동국역경원. K.650(18-707), T.99(2-1). |title=에 외부 링크가 있음 (도움말)
- 목건련 지음, 현장 한역, 송성수 번역 (K.945, T.1537). 《아비달마법온족론》. 한글대장경 검색시스템 - 전자불전연구소 / 동국역경원. K.945(24-1091), T.1537(26-453). |title=에 외부 링크가 있음 (도움말)
- 운허.  동국역경원 편집, 편집. 《불교 사전》. |title=에 외부 링크가 있음 (도움말)
- (중국어) 구나발타라(求那跋陀羅) 한역 (T.99). 《잡아함경(雜阿含經)》. 대정신수대장경. T2, No. 99, CBETA. |title=에 외부 링크가 있음 (도움말)
- (중국어) 목건련 조, 현장 한역 (T.1537). 《아비달마법온족론(阿毘達磨法蘊足論)》. 대정신수대장경. T26, No. 1537, CBETA. |title=에 외부 링크가 있음 (도움말)
- (중국어) 星雲. 《佛光大辭典(불광대사전)》 3판. |title=에 외부 링크가 있음 (도움말)